# Janiszewo (osada w województwie wielkopolskim)
Janiszewo – osada w Polsce położona w województwie wielkopolskim, w powiecie gostyńskim, w gminie Poniec.
W latach 1975–1998 miejscowość administracyjnie należała do województwa leszczyńskiego.